# Kerékgyártó Yvonne
Kerékgyártó Yvonne (Budapest, 1989. március 16. –) magyar filmrendező és forgatókönyvíró.

## Tanulmányai
Középiskolai tanulmányait Budapesten, az Óbudai Waldorf Iskolában végezte, 2007-ben érettségizett. 2012-ben végzett a Színház- és Filmművészeti Egyetemen. 2011-12-ben a potsdami Filmuniversität Babelsberg Konrad Wolf hallgatója volt.

## Munkássága
Első nagyjátékfilmje, a 2014-ben bemutatott Free Entry rendezői különdíjat nyert az SXSW filmfesztiválon. 2015-2016 között az Inkubátor Program mentoraként többek közt Zurbó Dorottya Könnyű leckék című dokumentumfilmjének létrejöttét segítette. 2020-ban Magyar Filmdíjra jelölték a Hartung Attilával közösen írt FOMO – Megosztod, és uralkodsz című film forgatókönyvéért.
Második nagyjátékfilm rendezése a 2022-ben mozikba kerülő Együtt kezdtük című Balatonon játszódó vígjáték.

## Filmográfia
| Év   | Film                                           | Megjegyzések                       |
| ---- | ---------------------------------------------- | ---------------------------------- |
| 2006 | Ez egy kísérlet volt (kísérleti rövidfilm)     | Rendező, forgatókönyvíró, vágó     |
| 2009 | Youtube Girls (kisjátékfilm)                   | Rendező, forgatókönyvíró, producer |
| 2011 | Pinkwater (kisjátékfilm)                       | Rendező, forgatókönyvíró           |
| 2011 | Facebook-Molotov (kisjátékfilm)                | Rendező, forgatókönyvíró           |
| 2012 | Free Entry - Fesztiválnapló (sorozat)          | Rendező, forgatókönyvíró, producer |
| 2013 | Marika nem cica (kisjátékfilm)                 | Rendező, forgatókönyvíró           |
| 2014 | Free Entry (nagyjátékfilm)                     | Rendező, forgatókönyvíró           |
| 2015 | Fák (animációs rövidfilm)                      | Dramaturg                          |
| 2016 | Fényévek (dokumentumfilm)                      | Szerkesztő                         |
| 2018 | Iriján és Jonibe (kisjátékfilm)                | Forgatókönyvíró                    |
| 2019 | FOMO – Megosztod, és uralkodsz (nagyjátékfilm) | Forgatókönyvíró                    |
| 2019 | Gyújtópont (kisjátékfilm)                      | Rendező, forgatókönyvíró           |
| 2020 | Hab (nagyjátékfilm)                            | Társ-forgatókönyvíró               |
| 2022 | Egy csapat vagyunk (kisjátékfilm)              | Rendező, forgatókönyvíró           |
| 2022 | Együtt kezdtük (nagyjátékfilm)                 | Rendező, forgatókönyvíró           |